# Luis Armiñán Pérez
Luis Armiñan Pérez (Sancti Spíritus, Cuba, 14 de juliol de 1871 - Madrid, 2 d'octubre de 1949) fou un polític espanyol.

## Biografia
Membre del Partit Liberal, on milità amb el sector de José Canalejas, i posteriorment hi formà la Izquierda Liberal amb Santiago Alba Bonifaz.
Fou diputat pel districte de Cervera a les eleccions generals espanyoles de 1901, pel de les Borges Blanques a les de 1905 i pel d'Archidona (província de Màlaga) a les de 1910, 1914, 1916 i 1918, pel de Gaucín a les de 1919 i 1920 i pel de Màlaga a les de 1923. Va ser ministre de Treball, Comerç i Indústria durant el regnat d'Alfons XIII entre el 3 de setembre i el 15 de setembre de 1923 en un gabinet que va presidir Manuel García Prieto. Fou nomenat fill adoptiu de Màlaga el 1911 i hi té un carrer i un pont amb el seu nom.